# Сезон ФК «Кремінь» (Кременчук) 1992
Сезон ФК «Кремінь» (Кременчук) 1992 — 1-й сезон ФК «Кремінь» у вищому дивізіоні українського чемпіонату. Кременчужани виступали в Вищій лізі та Кубку України.

## Прем'єр-ліга України
Перший сезон «Креміня» в Прем'єр-лізі розпочався 9 березня 1992 року, а закінчився — 17 червня 1992 року.

### Турнірна таблиця
| М | Команда    | І  | В | Н | П  | РМ    | О  |
| - | ---------- | -- | - | - | -- | ----- | -- |
| 5 | «Металург» | 18 | 6 | 6 | 6  | 20−19 | 18 |
| 6 | «Карпати»  | 18 | 5 | 6 | 7  | 15−18 | 16 |
| 7 | «Кремінь»  | 18 | 4 | 8 | 6  | 17−23 | 16 |
| 8 | «Нива» В   | 18 | 5 | 4 | 9  | 18−33 | 14 |
| 9 | «Евіс»     | 18 | 3 | 4 | 11 | 12−29 | 10 |

### Підсумкові результати
| Загалом | Загалом | Загалом | Загалом | Загалом | Загалом | Загалом | Загалом | Вдома | Вдома | Вдома | Вдома | Вдома | Вдома | На виїзді | На виїзді | На виїзді | На виїзді | На виїзді | На виїзді |
| І       | В       | Н       | П       | ГЗ      | ГП      | РГ      | О       | В     | Н     | П     | ГЗ    | ГП    | РГ    | В         | Н         | П         | ГЗ        | ГП        | РГ        |
| ------- | ------- | ------- | ------- | ------- | ------- | ------- | ------- | ----- | ----- | ----- | ----- | ----- | ----- | --------- | --------- | --------- | --------- | --------- | --------- |
| 18      | 4       | 8       | 6       | 17      | 23      | −6      | 16      | 3     | 4     | 2     | 10    | 9     | +1    | 1         | 4         | 4         | 7         | 14        | −7        |

Джерело: [джерело?]

З 1992 по 1994 рік Прем'єр-ліга за перемогу присуджувала 2 очки, починаючи з сезону 1994-95 років — 3 очки

### Результати по раундах
| Раунд     | 1 | 2 | 3 | 4 | 5 | 6 | 7 | 8 | 9 | 10 | 11 | 12 | 13 | 14 | 15 | 16 | 17 | 18 |
| --------- | - | - | - | - | - | - | - | - | - | -- | -- | -- | -- | -- | -- | -- | -- | -- |
| Місце     | H | A | A | H | H | A | A | H | H | A  | A  | H  | H  | A  | A  | H  | H  | A  |
| Результат | W | D | L | D | W | D | D | L | D | L  | L  | W  | D  | W  | D  | D  | L  | L  |
| Місце     | 2 | 4 | 6 | 7 | 6 | 6 | 6 | 6 | 6 | 6  | 6  | 6  | 6  | 6  | 6  | 6  | 6  | 7  |

## Кубок України

### Перший попередній матч
| 16.02.1992 | «Темп» (Шепетівка) | 1:2 | «Кремінь»                        | Шепетівка                                                     |  |
|            | Довгалець 41'      |     | Коновальчук 2', 20' Корпонай 85' | Стадіон: «Спартак» Глядачі: 2 000 Суддя: Володимир Туховський |  |

### Другий попередній раунд
| 23.02.1992 | «Кремінь»                  | 2:0 | «Поліграфтехніка» | Кременчук                                            |  |
|            | Немешкало 80' Корпонай 83' |     | Максімов 27'      | Стадіон: «Дніпро» Глядачі: 5 000 Суддя: Ігор Яремчук |  |

### 1/8 фіналу
| 01.03.1992 | «Нафтовик»                          | 1:1 | «Кремінь»                         | Ялта                                                     |  |
|            | Липинський 18' Єрмак 50' Шуршин 55' |     | Леженцев 58', 20' Коновальчук 55' | Стадіон: «Авангард» Глядачі: 200 Суддя: Костянтин Панчук |  |

| 14.03.1992 | «Кремінь» | 0:1 | «Нафтовик»           | Кременчук                                              |  |
|            |           |     | Горох 55' Грачов 55' | Стадіон: «Дніпро» Глядачі: 8 000 Суддя: Сергій Татулян |  |

## Дисциплінарні порушення
| № | Поз. | Кра.    | Гравець               | Yellow card | Second yellow card | Red card | Нотатки |
| - | ---- | ------- | --------------------- | ----------- | ------------------ | -------- | ------- |
|   | НП   | Україна | Іван Корпонай         | 1           | 0                  | 0        |         |
|   |      | Україна | Володимир Коновальчук | 1           | 0                  | 0        |         |

Востаннє оновлено: 5 березня
Джерело: [джерело?]
Тільки офіційні матчі
 = Кількість попереджень;  = Кількість вилучень після другої жовтої картки;  = Кількість вилучень після прямої червоної картки.